# Beriózovka 2-ia
Beriózovka 2-ia (en rus: Берёзовка 2-я) és un poble de l'óblast de Saràtov, a Rússia, segons el cens del 2010 tenia 113 habitants. Pertany al districte municipal de Petrovsk.